# سكوتيابنك سادلدوم
سكوتيابنك سادلدوم (بالإنجليزية: Scotiabank Saddledome)‏ هي ساحة داخلية متعددة الاستخدامات في كالغاري، ألبرتا، كندا.